# Ponce (Puerto Rico)
Ponce is een van de 78 gemeenten (municipio) in de vrijstaat Puerto Rico.
De gemeente heeft een landoppervlakte van 297 km2 en telt 137.491 inwoners, waarmee het de grootste stad van Puerto Rico is, buiten de metropool van de hoofdstad San Juan. (volkstelling 2020).

## Bezienswaardigheden
Er is onder meer het Casa Paoli te zien, een museum dat aandacht besteedt aan de hier geboren operatenor Antonio Paoli (1871-1946) en voorbeelden van Puerto Ricaanse kunst en de geschiedenis van de stad Ponce. Daarnaast is er het Museo de la Música Puertorriqueña gevestigd.

## Geboren
- Antonio Paoli (1871-1946), tenor
- Miriam Colon (1936-2017), actrice
- David Zayas (1962), acteur
- Javier Culson (1984), atleet

## Galerij

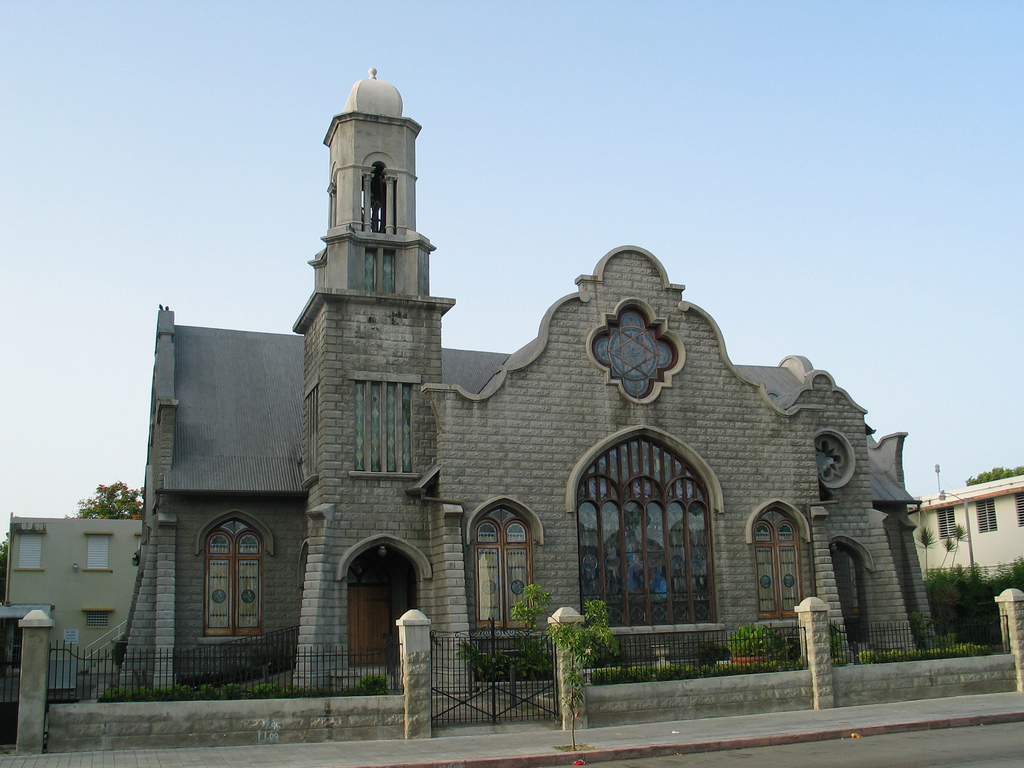
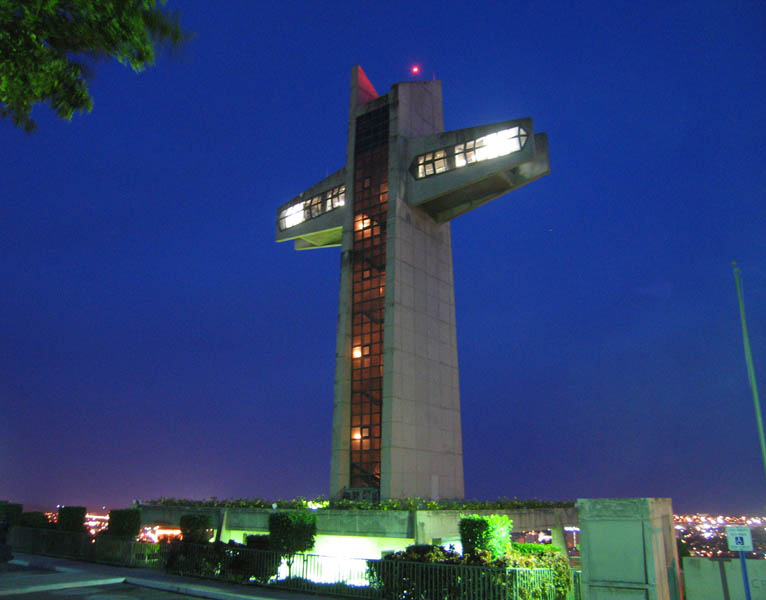
La Cruceta del Vigía
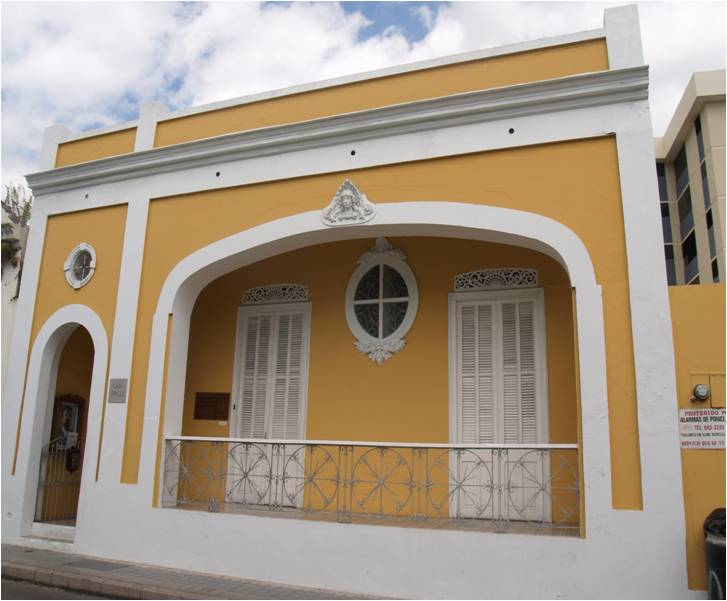
Casa Paoli